# Isnașarism
Isnașarismul (din araba  اثنا عشرية, Isnā'așariia ) sau Geafarismul (din araba  جعفر, Geafariia ), spus și Imamism, este o formă de Șiism care admite doisprezece imami sfinți. În jur de 80 % dintre șiiți sunt Isnașariști, fiind majoritari în Azerbaidjan, la Bahrein, în Iran, și în Irak, precum și în anumite regiuni din Liban. Isnașarismul este religia de stat în Iran, din 1979 încoace.

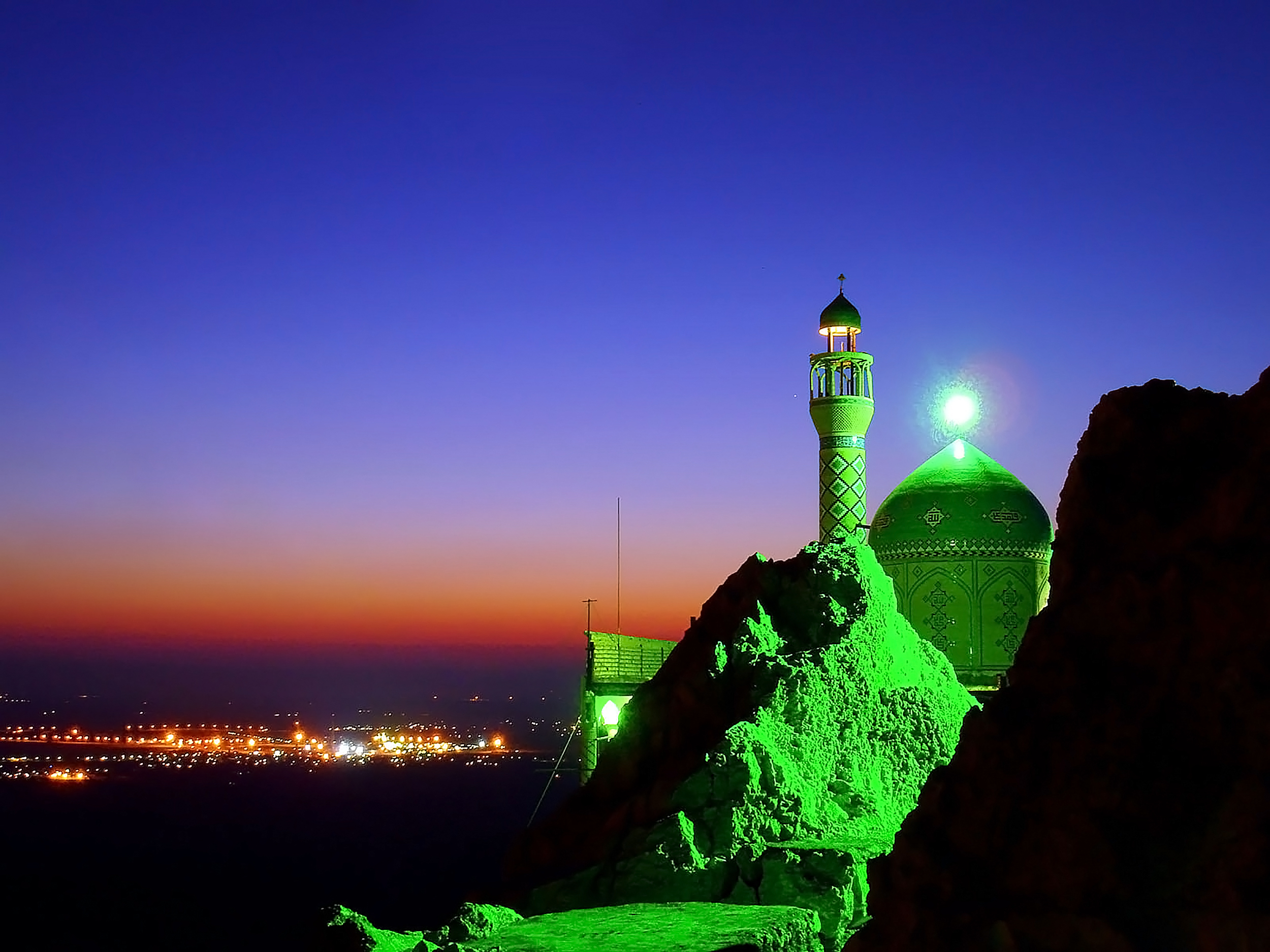
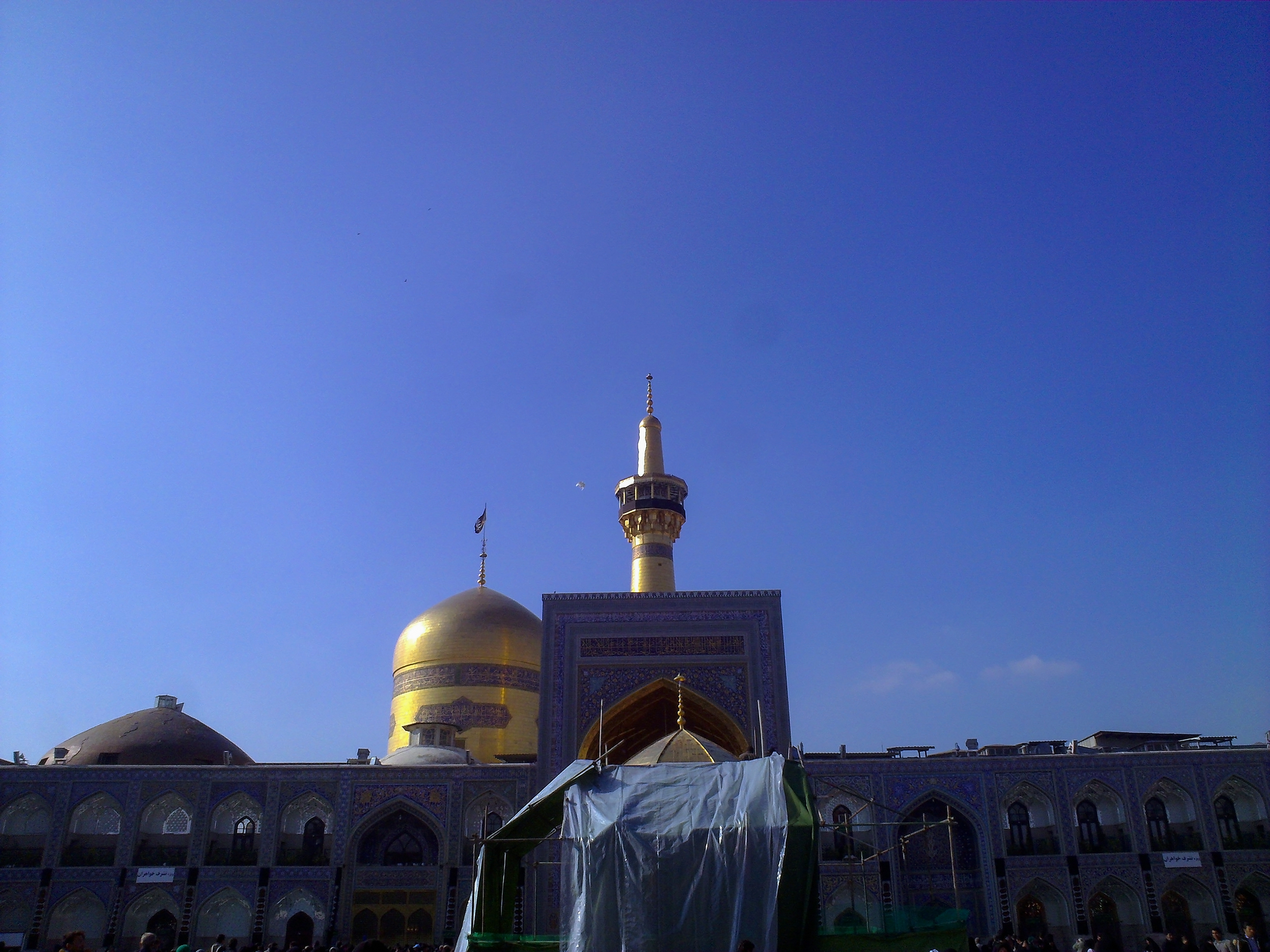
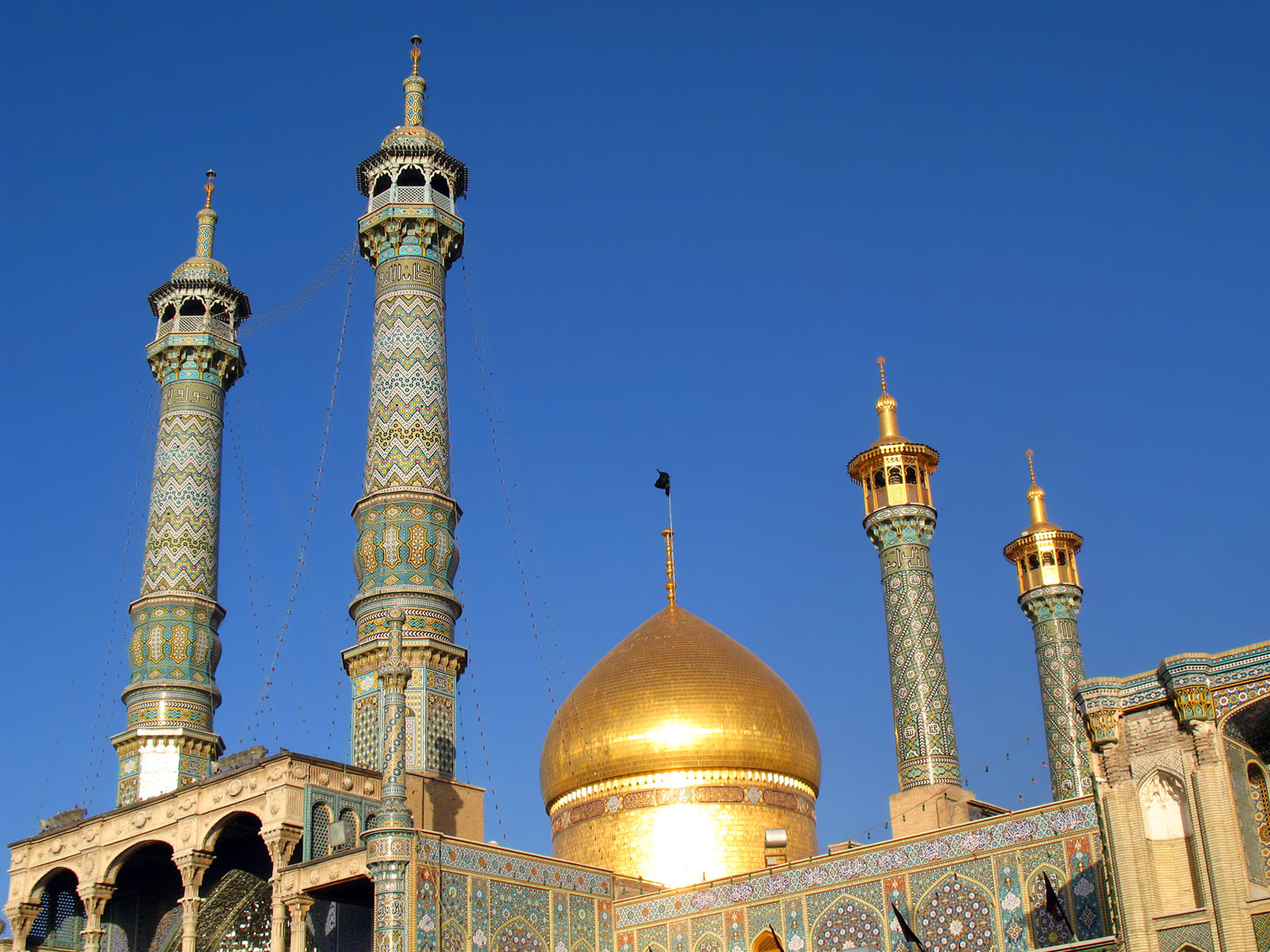
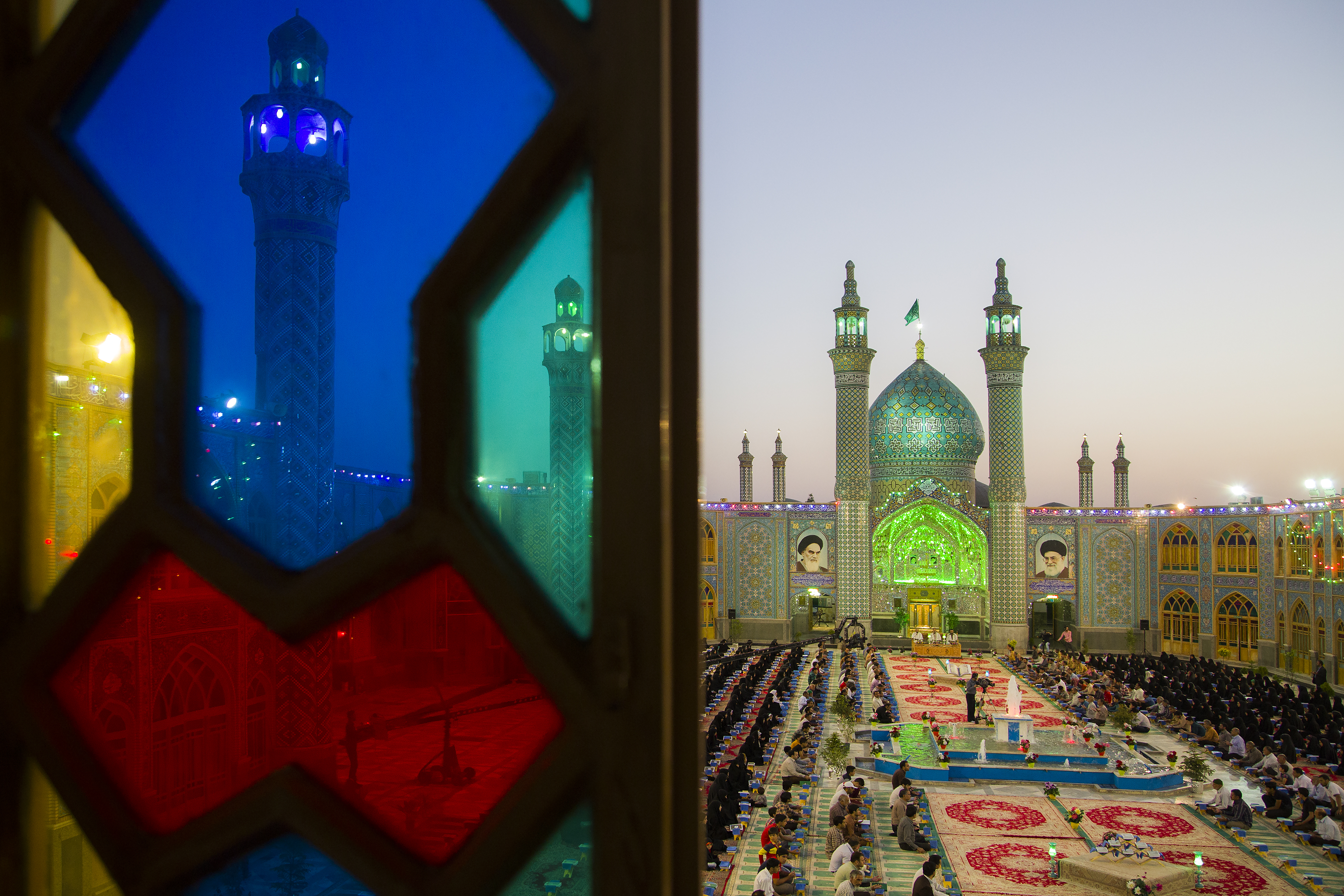
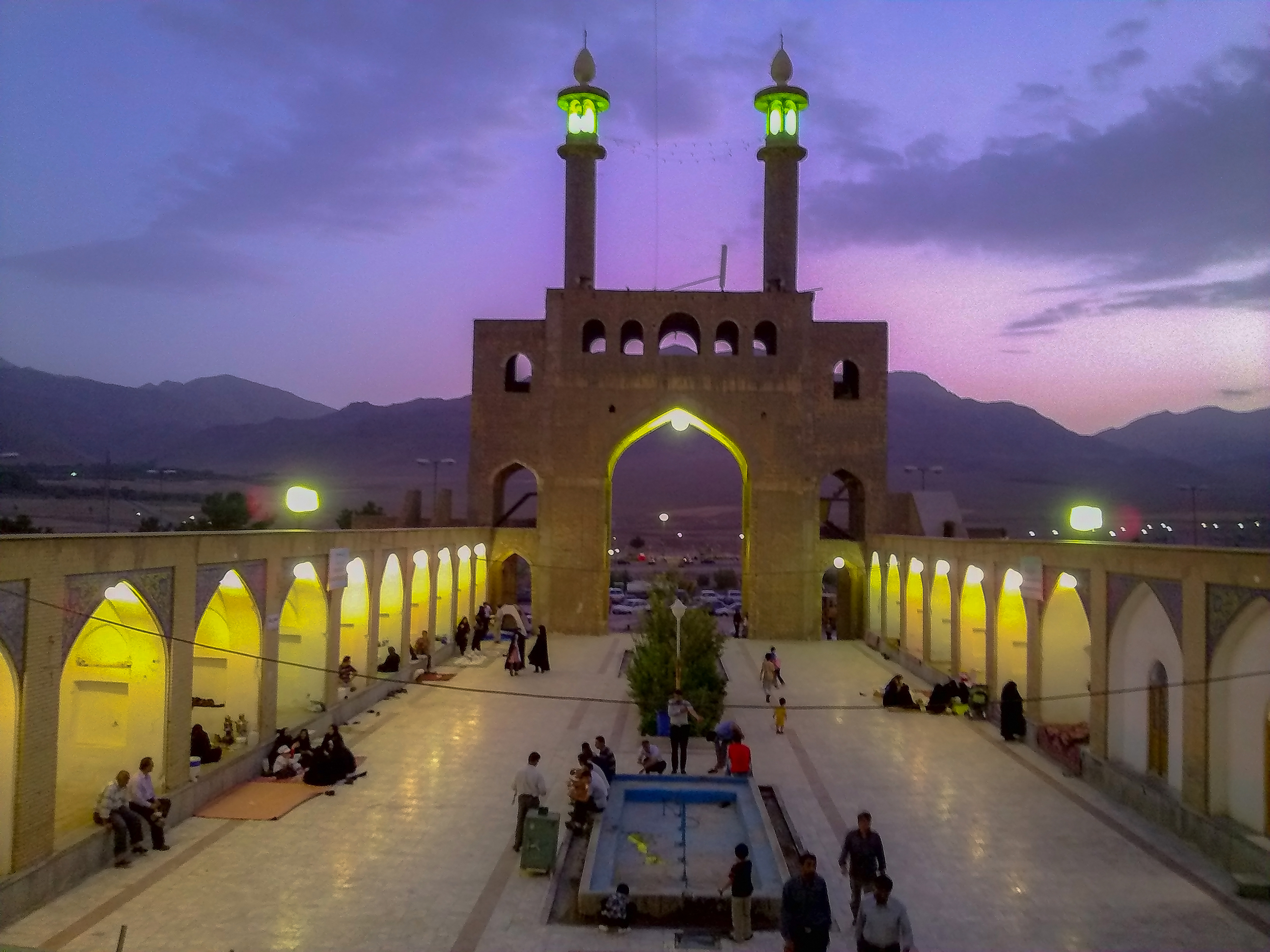
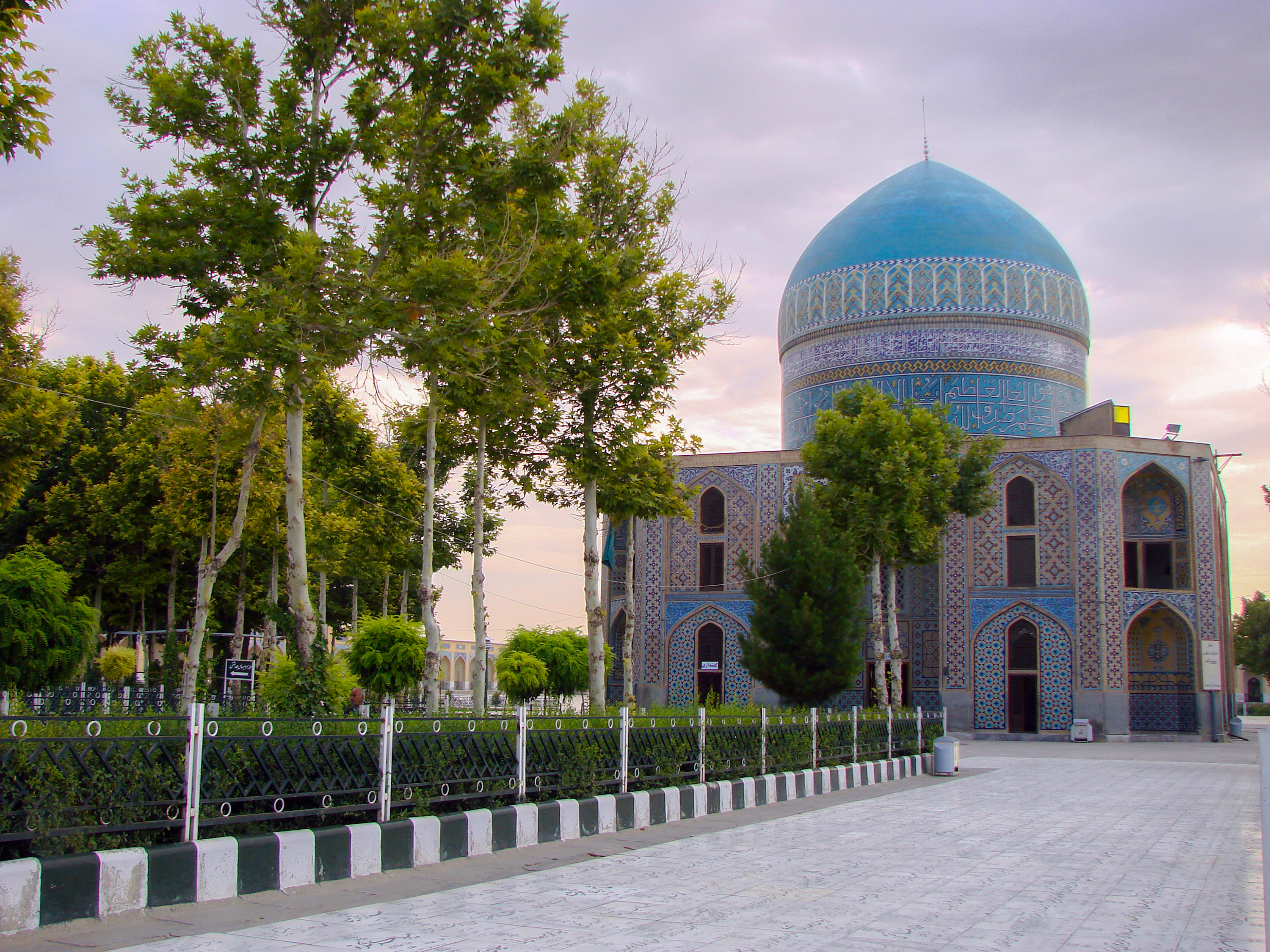